# Quercus bimundorum
Quercus bimundorum är en bokväxtart som beskrevs av Ernest Jesse Palmer. Quercus bimundorum ingår i släktet ekar, och familjen bokväxter. Inga underarter finns listade.